# Mihai Bravu, Giurgiu
Mihai Bravu (în trecut, Dadilov) este o comună în județul Giurgiu, Muntenia, România, formată numai din satul de reședință cu același nume.

## Așezare
Comuna se află în centrul județului, pe malul drept al Neajlovului. Este străbătută de șoseaua județeană DJ603, care o leagă spre est de Comana și spre vest de Călugăreni (unde se intersectează cu DN5), Stoenești, Schitu (unde se intersectează cu DN5B) și Ghimpați (unde se termină în DN6). La Mihai Bravu, din acest drum se ramifică șoseaua județeană DJ413, care duce spre sud la Băneasa (unde se termină în DN41).

## Demografie
Componența etnică a comunei Mihai Bravu
     Români (91,09%)
     Alte etnii (0,26%)
     Necunoscută (8,65%)
Componența confesională a comunei Mihai Bravu
     Ortodocși (89,98%)
     Alte religii (1,16%)
     Necunoscută (8,87%)
Conform recensământului efectuat în 2021, populația comunei Mihai Bravu se ridică la 2.335 de locuitori, în scădere față de recensământul anterior din 2011, când fuseseră înregistrați 2.586 de locuitori. Majoritatea locuitorilor sunt români (91,09%), iar pentru 8,65% nu se cunoaște apartenența etnică. Din punct de vedere confesional, majoritatea locuitorilor sunt ortodocși (89,98%), iar pentru 8,87% nu se cunoaște apartenența confesională.

## Politică și administrație
Comuna Mihai Bravu este administrată de un primar și un consiliu local compus din 11 consilieri. Primarul, Ion Nițu[*], de la Partidul Național Liberal, este în funcție din 2012. Începând cu alegerile locale din 2024, consiliul local are următoarea componență pe partide politice:
|  | Partid                          | Consilieri | Componența Consiliului | Componența Consiliului | Componența Consiliului | Componența Consiliului | Componența Consiliului | Componența Consiliului | Componența Consiliului | Componența Consiliului | Componența Consiliului | Componența Consiliului |
|  | ------------------------------- | ---------- | ---------------------- | ---------------------- | ---------------------- | ---------------------- | ---------------------- | ---------------------- | ---------------------- | ---------------------- | ---------------------- | ---------------------- |
|  | Partidul Național Liberal       | 10         |                        |                        |                        |                        |                        |                        |                        |                        |                        |                        |
|  | Alianța pentru Unirea Românilor | 1          |                        |                        |                        |                        |                        |                        |                        |                        |                        |                        |

## Istorie
La sfârșitul secolului al XIX-lea, comuna purta denumirea de Dadilov, făcea parte din plasa Câlniștei a județului Vlașca și era formată doar din satul ei de reședință, cu 1320 de locuitori. În comună funcționau o biserică și o școală mixtă cu 48 de elevi (dintre care 8 fete). Anuarul Socec din 1925 o consemnează cu numele actual de Mihai Bravu, în plasa Călugăreni a aceluiași județ, având 2241 de locuitori în satele Buturugari și Mihai Bravu. Satul Buturugari a fost trecut în 1931 la comuna Uzunu.
În 1950, comuna a fost transferată raionului Giurgiu din regiunea București. În 1968, a trecut la județul Ilfov. În 1981, o reorganizare administrativă regională a dus la transferarea comunei la județul Giurgiu.

## Monumente istorice
Două obiective din comuna Mihai Bravu sunt incluse în lista monumentelor istorice din județul Giurgiu ca monumente de interes local. Unul dintre ele este sit arheologic, așezarea din perioada Latène aflată „la Olăreasa” (sau „la Poduri”), la nord-est de satul Mihai Bravu, pe malul bălții Neajlovului. Celălalt este clasificat ca monument de arhitectură — biserica „Cuvioasa Paraschiva” (1884).